# Matsura Shigenobu
Matsura Shigenobu (松浦 鎮信?) (1549 - 1614) fue un samurái del período Sengoku a comienzos del periodo Edo de la historia de Japón.
Shigenobu fue un general bajo las órdenes de Toyotomi Hideyoshi. Participó durante la campaña en Kyushu en contra del clan shimazu de 1587. Participó activamente durante las invasiones japonesas a Corea. Durante la primera invasión fue parte de la primera división bajo las órdenes de Konishi Yukinaga y durante la segunda invasión fue parte del «Ejército de la izquierda».
Destacó principalmente durante el asedio de Namwon en 1597, batalla donde encabezó el ataque japonés a la fortaleza.
Shigenobu falleció en 1614. 